# Rivière Mei
La rivière Mei (梅江, méijiāng) est une rivière qui traverse notamment Meizhou, dans la province du Guangdong, en République populaire de Chine, à qui il a donné le nom. 

## Étymologie
Le nom de ce fleuve vient de la fleur de prunier (mei, 梅, méi).

## Géographie
C'est un affluent du fleuve Han 韩江, hánjiāng).